# Teatro Imperial
El Teatro Imperial és un teatre situat en el número 12 del carrer de Consuelo Torre, de la població de Don Benito, (Badajoz). Va ser inaugurat el 1915 amb el nom de Salón Moderno. Va quedar malmès durant la Guerra Civil. Va tornar a obrir les portes el 1939. Va ser reinaugurat, després d'una completa remodelació, l'any 1992.